# Raymond Field
Raymond W. Field (24 de maio de 1944) é um ministro católico romano irlandês e bispo auxiliar emérito da Arquidiocese de Dublin.
Raymond Field foi ordenado sacerdote para a Arquidiocese de Dublin em 17 de maio de 1970.
Em 28 de maio de 1997, o Papa João Paulo II o nomeou Bispo auxiliar em Dublin e Bispo Titular de Árd Mór. O arcebispo de Dublin, Desmond Connell, o consagrou bispo em 21 de setembro do mesmo ano. Co-consagradores foram o Núncio Apostólico na Irlanda, Arcebispo Luciano Storero, e o Bispo de Ossory, Laurence Forristal.
Na véspera de Natal de 2009, após a publicação do Relatório Murphy sobre abuso sexual na Arquidiocese de Dublin, Field e o Bispo Auxiliar Eamonn Oliver Walsh anunciaram conjuntamente que haviam oferecido ao Papa sua renúncia e se desculpado às vítimas. Em agosto de 2010, porém, o Papa rejeitou os dois pedidos de renúncia.
Em 27 de junho de 2019, o Papa Francisco aceitou a aposentadoria de Fields.